# Sielsowiet zacharowski (obwód lipiecki)
Sielsowiet zacharowski (ros. Захаровский сельсовет) – jednostka administracyjna (osiedle wiejskie) wchodząca w skład rejonu wołowskiego w оbwodzie lipieckim w Rosji.
Centrum administracyjnym sielsowietu jest wieś (ros. село, trb. sieło) Zacharowka.

## Geografia
Powierzchnia sielsowietu wynosi 80,37 km².

## Historia
Status i granice sielsowietu zostały określone ustawami obwodu lipieckiego nr 114 i nr 126 z roku 2004.

## Demografia
W 2018 roku sielsowiet zamieszkiwało 826 mieszkańców.

## Miejscowości
W skład sielsowietu wchodzą miejscowości: Zacharowka, Aleksandrowka, Aleksiejewka, Aleksiejewka 2-ja, Bolszaja Wierszyna, Nataljewka, Nowaja Słobodka.